# Frans Vermeulen
Frans Vermeulen (27 september 1943) is een Nederlands voormalig voetballer en huidig voetbalcoach.
Vermeulen speelde tussen 1961 en 1976 meer dan 300 wedstrijden voor NAC. Na zijn spelersloopbaan werd hij trainer. Hij was vijf seizoenen assistent-trainer bij NAC en hoofdtrainer van de amateurclubs Beek Vooruit, vv TSC, RKSV Halsteren, VES ’35 en HSV Hoek. Sinds 2009 trainde hij in de jeugd bij RBC Roosendaal en daar was hij in het seizoen 2010/11 assistent-trainer.